# Гонто
Гонто (фр. Gontaut) — старинный французский дворянский род, корни которого находятся в Гиени на юго-западе страны. Одна из самых значимых аристократических фамилий в современной Франции. Семейные владения образовались в XII веке в результате приобретения через брак баронии Бирон, что в Перигоре.
Среди членов семьи Гонто насчитывается четыре маршала Франции.

## История
Название фамилии происходит от готского имени Guntaldus, существовавшего в XII веке.
Семья Гонто делится на два главных рода — Гонто-Бадфоль (фр. Gontaut-Badefol) и Гонто-Бирон (фр. Gontaut-Biron).

## Дом Гонто-Бадфоль (старшая линия)

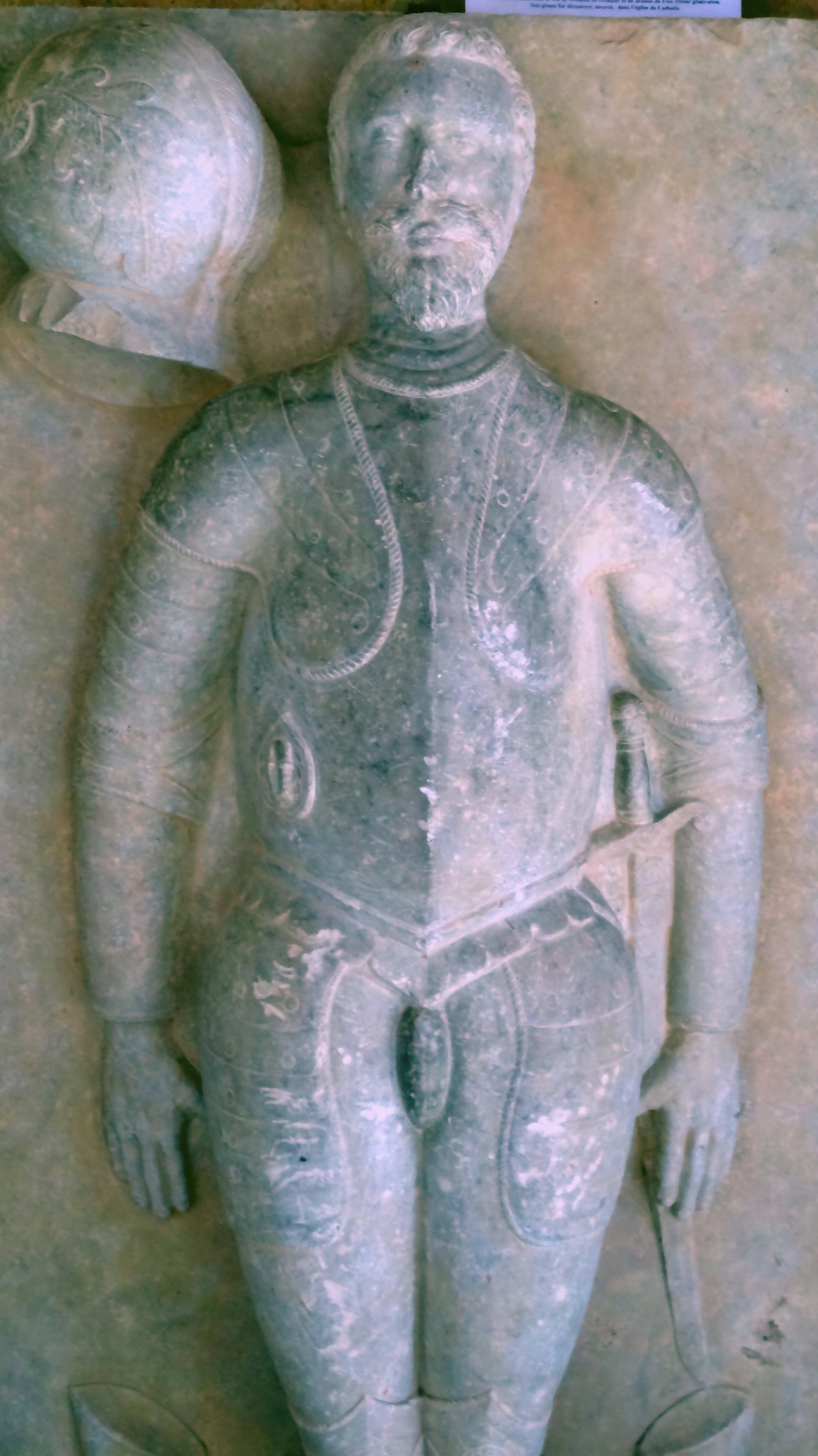
Сенешаль Беарна Эли де Гонто де Сен-Женьес (ум. 1598); женат на сестре Сюлли; дочь замужем за Жаном II де Гонто-Бирон

Первые свидетельства о доме Гонто-Бадфоль восходят к 1223 году. Этот род считается старшей линией семьи Гонто, и он имеет две ветви — Отфор (фр. Hautefort) и Гонто-Сен-Женьес (фр. Gontaut-Saint-Geniez).

### Ветвь Отфор (старшая)
Начало ветви Отфоров положил в 1388 году брак Эли де Гонто (фр. Hélie de Gontaut), сына Сегена Гонто, сеньора де Бадфоль, с Мата де Борн (фр. Mathe de Born), дочерью Бертрана и Алисы Кальвиньяк, по которому Эли получил шатлению Отфор, давшую имя фамильной ветви.
Последний представитель этой ветви, Габриелла де Отфор в 1890 году вышла замуж за Фернана Стоффельса (фр. Fernand Stoffels), который спустя два года, в 1892 году, добился выпуска указа, разрешавшего ему взять фамилию Стоффельс-Отфор.

### Ветвь Гонто-Сен-Женьес (младшая)
Ветвь Гонто-Сен-Женьес образовалась в 1423 году, благодаря завещанию Пьера де Гонто, сеньора де Бадфоль и де Сен-Женьес, состоявшего в браке с Жанной де Бурдей. Эта ветвь породнилась с семьёй Тушбёф (фр. Touchebœuf).
Ветвь Гонто-Сен-Женьес угасла в XIX веке.

## Дом Гонто-Бирон (младшая линия)
Образование дома Гонто-Бирон восходит к 1147 году, когда Гастон де Гонто, сын Виталя, сеньора де Бадфоль, женился на дочери Гиойма, сеньора де Бирон, который владел замком Бирон в Перигоре.
Шатления Бирон являлась одной из четырёх бароний в Перигоре и дважды в истории возводилась в ранг герцогства: с 1598 по 1602 год и с 1723 по 1798 год.
Среди существующих в наше время аристократических семейств Аквитании фамилия Гонто-Биронов является одной из наиболее значимых. Представители этой фамилии занимали высокие государственные посты в дореволюционной Франции.

### Ветвь Бирон (старшая)
- до 1154: Гастон I де Гонто (умер 1154).
- 1154—1236: Анри I де Гонто, сын предыдущего
- 1236—1251: Гастон II де Гонто (умер 1251), сын предыдущего
- 1251—1297: Гастон III де Гонто (умер 1297), сын предыдущего
- 1297—1344: Пьер I де Гонто (умер 1344), сын предыдущего
- 1344—1350: Пьер II де Гонто (умер 1350), сын предыдущего
- 1350—1369: Пьер III де Гонто, сын предыдущего
- 1369—1394: Гастон IV де Гонто (умер 1394), брат предыдущего
- 1394—1399: Амальрик де Гонто (умер 1399), сын предыдущего
- 1399—1460: Гастон V де Гонто, брат предыдущего
- 1460—1481: Гастон VI де Гонто (1414—1481), сын предыдущего
- 1481—1524: Понс де Гонто (умер 1524), сын предыдущего
- 1524—1557: Жан I де Гонто (1502—1557), сын предыдущего
- 1557—1592: Арман I де Гонто (1524—1592), маршал Франции, сын предыдущего
- 1592—1602: Шарль де Гонто (1562—1602), 1-й герцог Бирон, маршал Франции, известен своей дружбой с королём Генрихом IV и последующей изменой, сын предыдущего
- 1602—1636: Жан II де Гонто (умер 1636), маркиз де Бирон, брат предыдущего
- 1636: Анри-Шарль де Гонто (1620—1636), маркиз де Бирон, сын предыдущего
- 1636—1700: Франсуа I де Гонто (1629—1700), маркиз де Бирон, брат предыдущего
- 1700—1733: Шарль-Арман де Гонто (1663—1756), 2-й герцог Бирон, маршал Франции, сын предыдущего
- 1733—1736: Франсуа-Арман де Гонто (1689—1736), 3-й герцог Бирон, сын предыдущего
- 1736—1739: Антуан-Шарль де Гонто (1717—1739), 4-й герцог Бирон, сын предыдущего
- 1739: Жан-Луи де Гонто (1692—1772), 5-й герцог Бирон, аббат Муассак, дядя предыдущего
- 1739—1788: Луи-Антуан де Гонто (1701—1788), 6-й герцог Бирон, маршал Франции и командир полка одного из подразделений французской гвардии (Gardes-Françaises), брат предыдущего
- 1788: Шарль-Антуан де Гонто (1708—1798), 7-й герцог Бирон, 1-й герцог де Гонто с 1758 года, брат предыдущего
- 1788—1793: Арман-Луи де Гонто (1747—1793), 8-й герцог Бирон, генерал, сын предыдущего
- 1793—1798: Шарль-Антуан, герцог де Гонто, повторно носил титул (но не официально) из-за смерти своего сына на гильотине.

Из за измены и предательства — Бирона, Армана Луи де Гонто, все его титулы (а так же его владения) были возвращены в Королевский домен Франции.

### Ветвь Сен-Бланкар (младшая)
- 1798—1817: Жан Арман-Луи-Александр де Гонто (1746—1826), маркиз де Сен-Бланкар, позже де Бирон, родственник Армана I де Гонто-Бирона
- 1817—1851: Арман II де Гонто (1771—1851), маркиз де Бирон, сын предыдущего
- 1851—1883: Анри II де Гонто (1802—1883), маркиз де Бирон, сын предыдущего
- 1883—1939: Гийом де Гонто (1859—1939), маркиз де Бирон, племянник предыдущего (последний в роду владелец замка Бирон, передавший его департаменту Дордонь)
- 1939—1970: Арман III де Гонто (1893—1970), маркиз де Гонто-Бирон, кузен предыдущего
- 1970—1985: Арно де Гонто (1897—1985), маркиз де Гонто-Бирон, брат предыдущего
- с 1985: Франсуа II де Гонто (род. 1927), маркиз де Гонто-Бирон, сын предыдущего

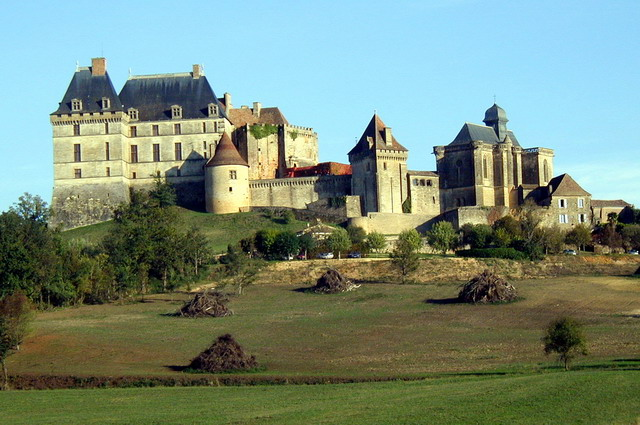
Замок Бирон
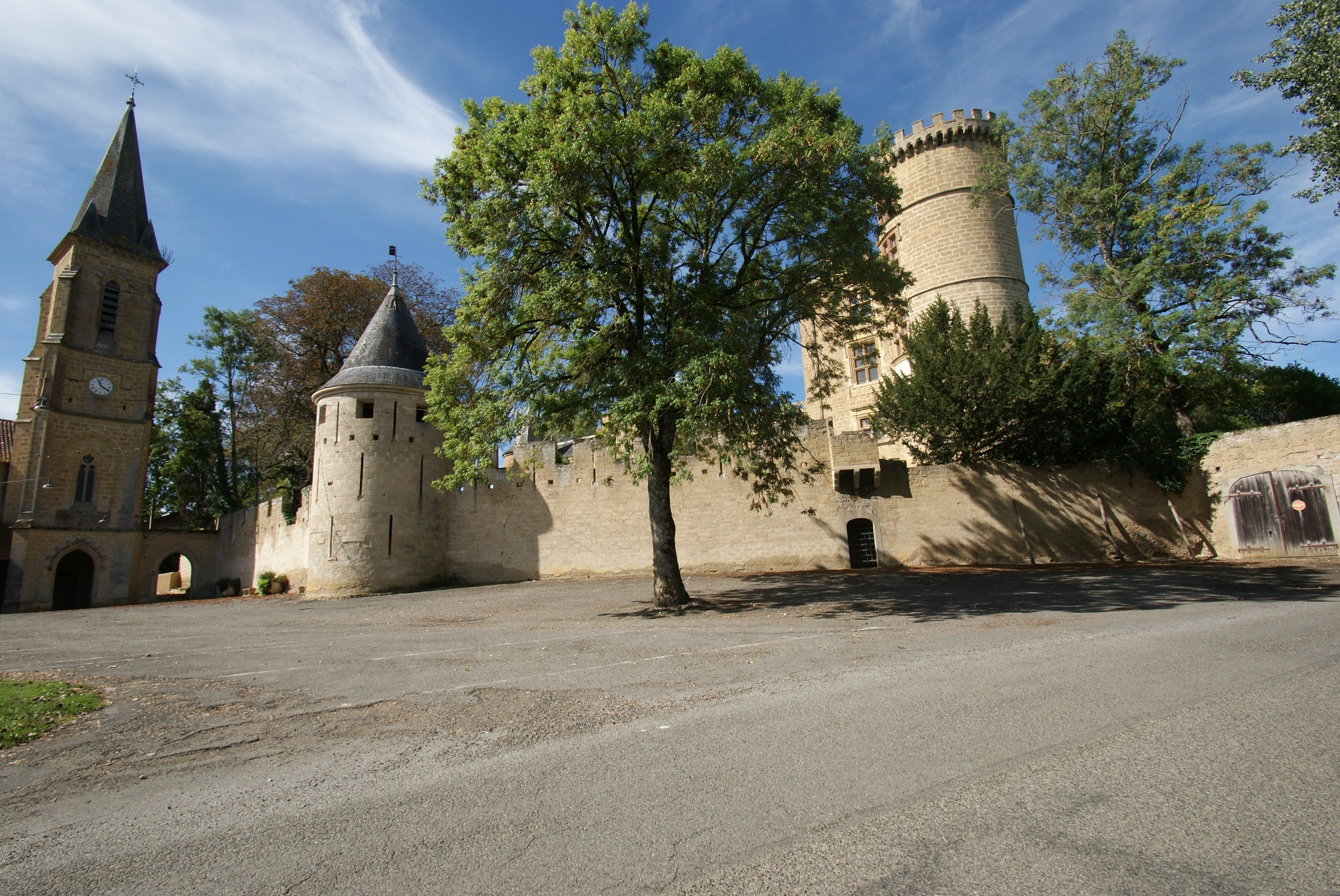
Замок Сен-Бланкар